# Hypoplasie congénitale des surrénales liée à l'X
L hypoplasie congénitale des surrénales liée à l'X est une maladie métabolique congénitale n'atteignant que les garçons en rapport avec une anomalie du métabolisme des stéroïdes surrénaliens.

## Étiologie
Mutation du gène  NROB1 localisé sur le locus p21.3-p21.2 du chromosome X codant la DAX1 (protèine membre de la superfamille des récepteurs nucléaires orphelins 

## Sources
- (fr) Orphanet
- (en) Online Mendelian Inheritance in Man, OMIM (TM). Johns Hopkins University, Baltimore, MD. MIM Number: 300200
- (en) GeneTests: Medical Genetics Information Resource (database online). Copyright, University of Washington, Seattle. 1993-2005